# Pequot Lakes
Pequot Lakes é uma cidade localizada no estado americano de Minnesota, no Condado de Crow Wing.

## Demografia
Segundo o censo americano de 2000, a sua população era de 947 habitantes.
Em 2006, foi estimada uma população de 1902, um aumento de 955 (100.8%).

## Geografia
De acordo com o United States Census Bureau tem uma área de
4,4 km², dos quais 3,8 km² cobertos por terra e 0,6 km² cobertos por água.

## Localidades na vizinhança
O diagrama seguinte representa as localidades num raio de 16 km ao redor de Pequot Lakes.